# Терны (Тамбовская область)
Терны — посёлок в Кирсановском районе Тамбовской области России. Входит в состав Уваровщинского сельсовета.

## География
Посёлок находится в восточной части Тамбовской области, в лесостепной зоне, в пределах Окско-Донской равнины, к западу от реки Вороны, к востоку от города Кирсанова. Абсолютная высота — 130 метров над уровнем моря.
Часовой пояс
Посёлок Терны, как и вся Тамбовская область, находится в часовой зоне МСК (московское время). Смещение применяемого времени относительно UTC составляет +3:00.

## Население
| 2010 |
| ---- |
| 70   |

Национальный состав
Согласно результатам переписи 2002 года, в национальной структуре населения русские составляли 94 % из 70 чел.

## Улицы
Отсутствует.